# Tutuala (Verwaltungsamt)
| \| \| |
|       |

|  |

Tutuala ist ein osttimoresisches Verwaltungsamt (portugiesisch Posto Administrativo) in der Gemeinde Lautém. Tutuala bildet den östlichsten Punkt der Insel Timor.

## Geographie

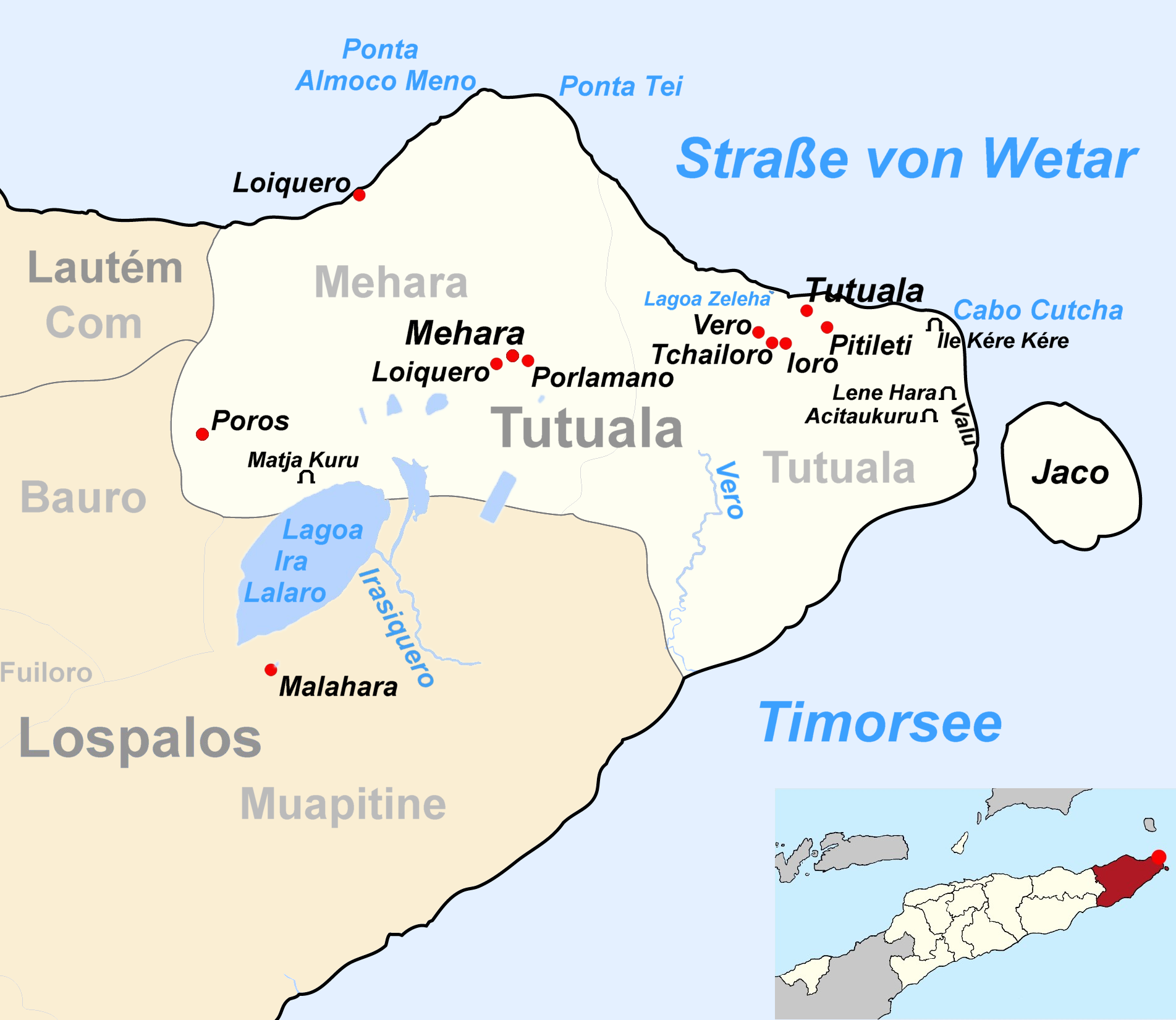
Der Suco Tutuala bildet den Ostteil des Verwaltungsamts. Die Insel Jaco gehört zum Suco Tutuala.

Tutuala ist das östlichste Verwaltungsamt Osttimors. Vom Norden umschließt die Bandasee mit der Straße von Wetar, vom Süden her die Timorsee das Verwaltungsamt. Bei der zum Verwaltungsamt gehörenden Insel Jaco, an der Ostspitze Timors, treffen die Meere aufeinander. An der Ostküste liegen das Kap Cutcha und der Strand von Valu. Im Westen grenzt Tutuala an die Verwaltungsämter Lautém und Lospalos. Tutuala teilt sich in zwei Sucos: Dem Suco Tutuala und Mehara. Der Verwaltungssitz des Verwaltungsamts ist Tutuala.
Vor der Gebietsreform 2015 hatte Tutuala eine Fläche von 310,36 km². Nun sind es 199,92 km², nachdem Tutuala große Teile seines Gebietes im Südwesten an das Verwaltungsamt Lospalos abgab. Bis 2014 wurden die Verwaltungsämter noch als Subdistrikte bezeichnet.
Der Vero ist ein Fluss im Suco Tutuala, der in die Timorsee am Südufer mündet. Nordwestlich vom Ort Tutuala liegt der kleine Lagoa Zeleha, ein See, der durch einen Fluss gespeist wird und durch seinen Abfluss mit der Straße von Wetar verbunden ist.
Der Suco Mehara liegt am Nordufer des Lagoa Ira Lalaro (auch Suro-bec), der mit 6,5 km Länge und 3 km Breite der größte See Osttimors ist.

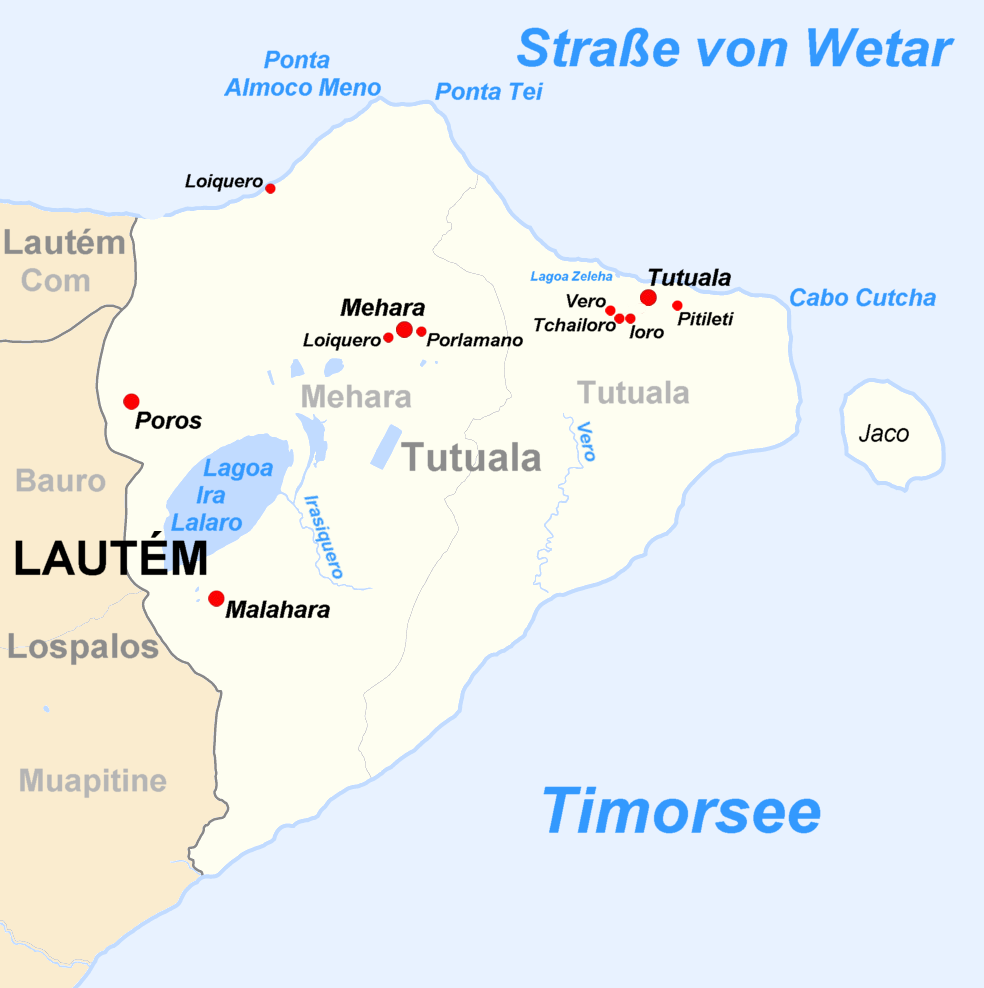
Das Verwaltungsamt Tutuala bis 2015
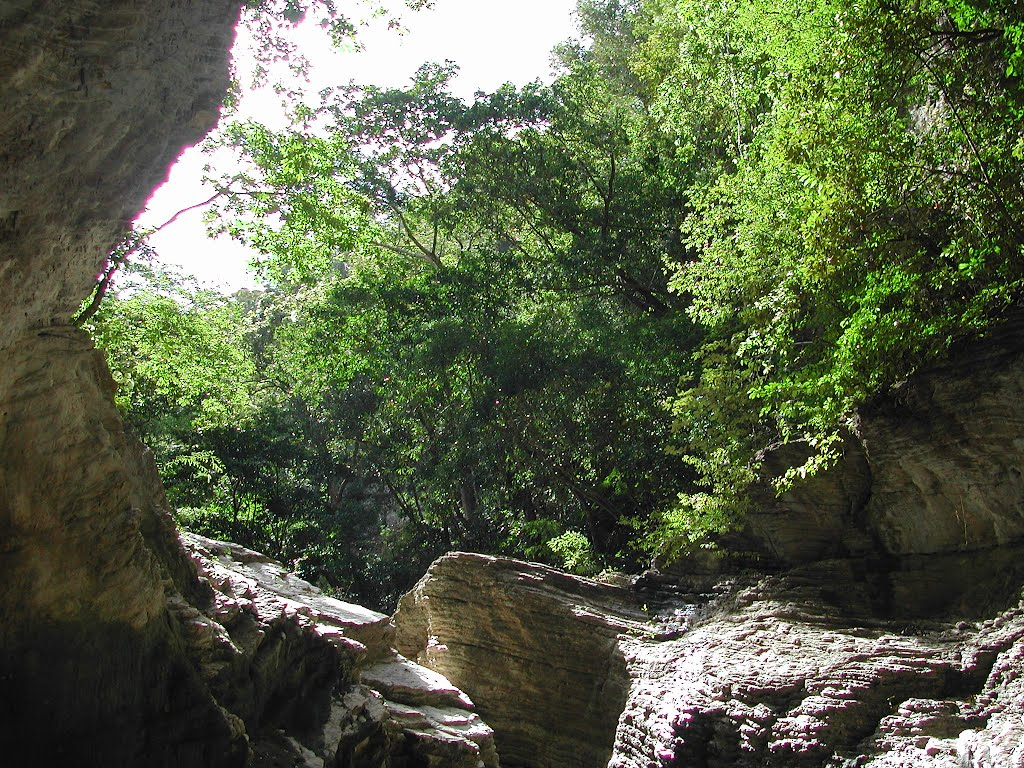
Felsüberhang in einer kleinen Schlucht, nahe dem Vero
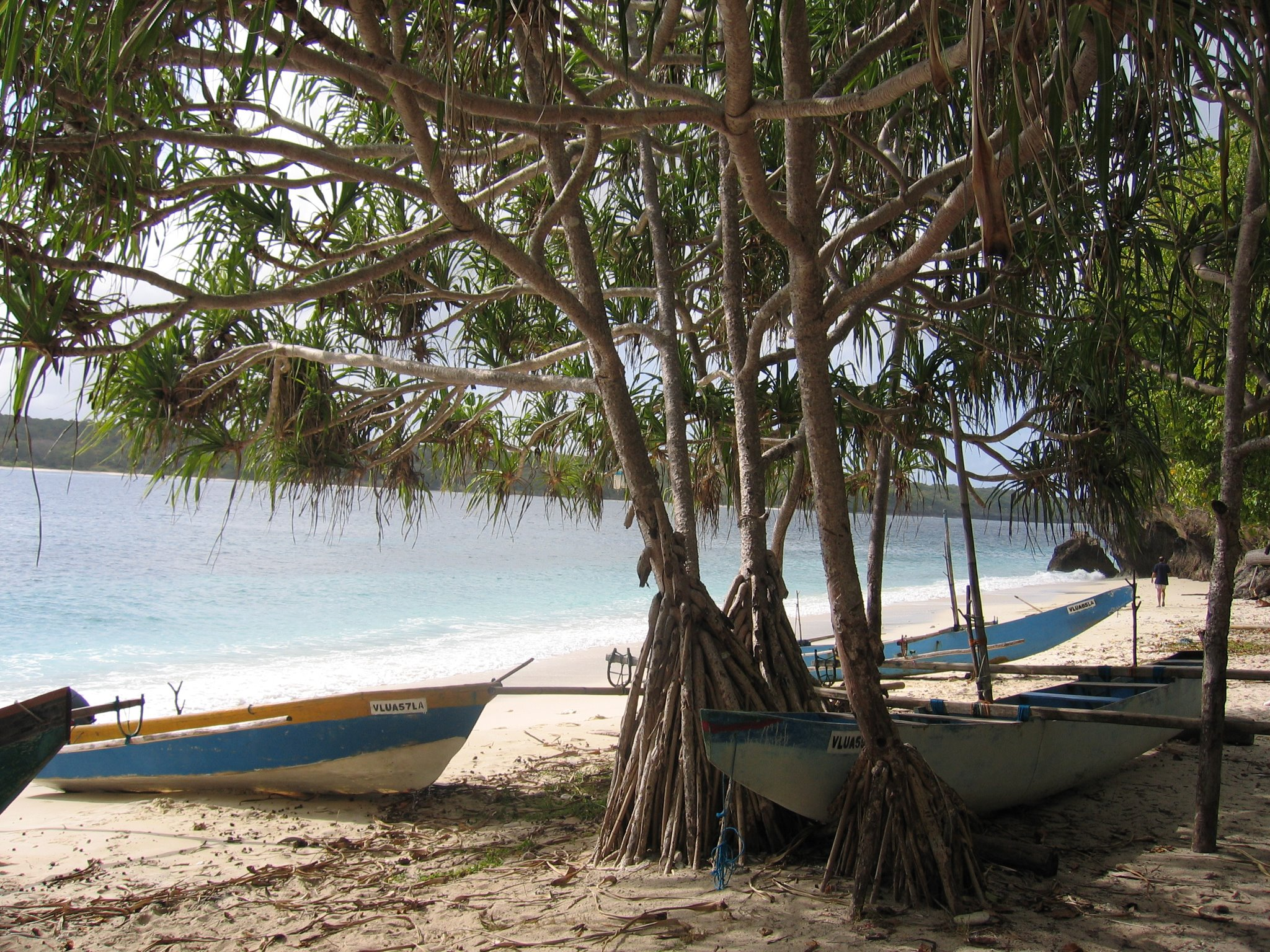
Strand von Valu, gegenüber der Insel Jaco
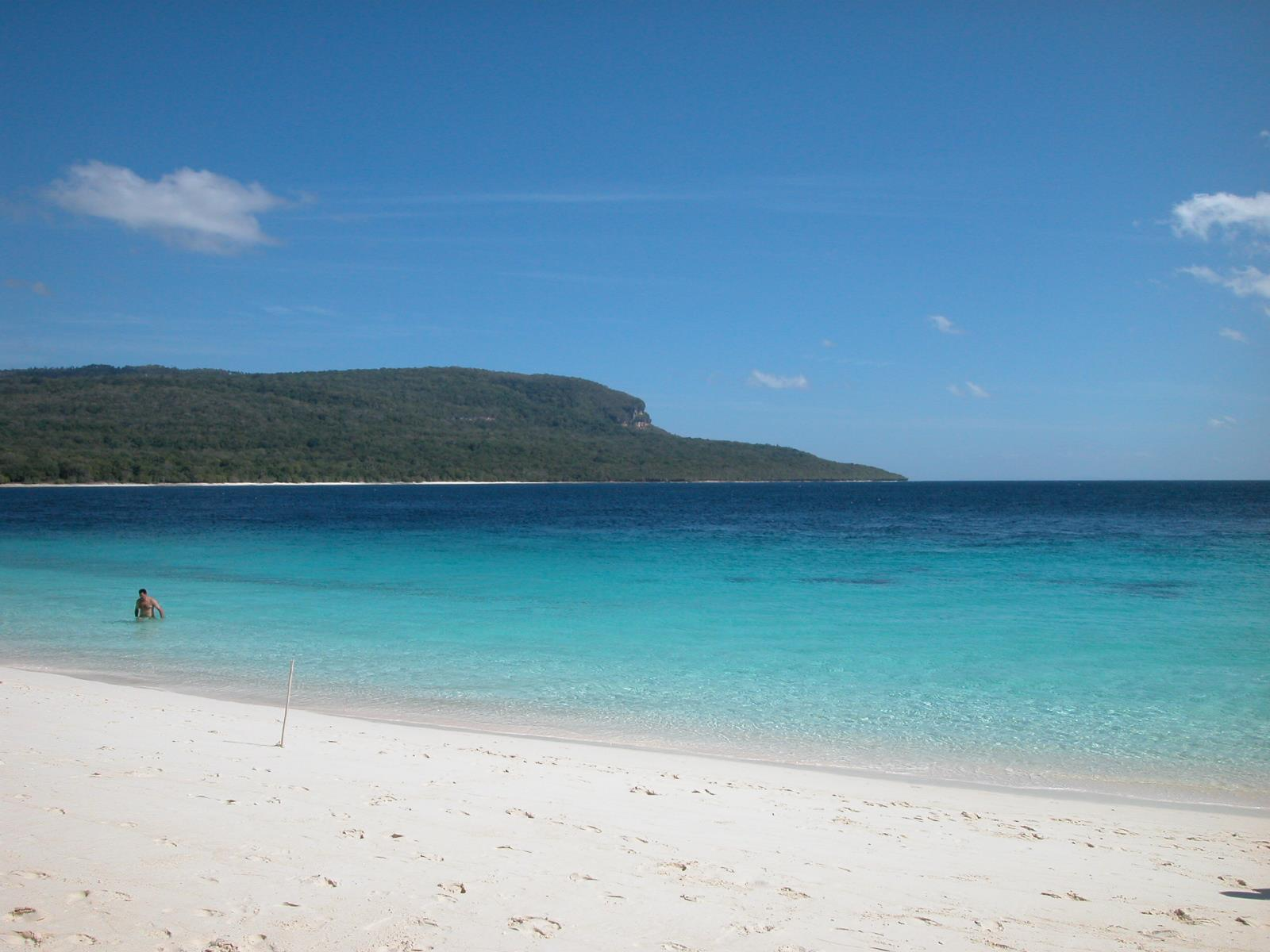
Insel Jaco
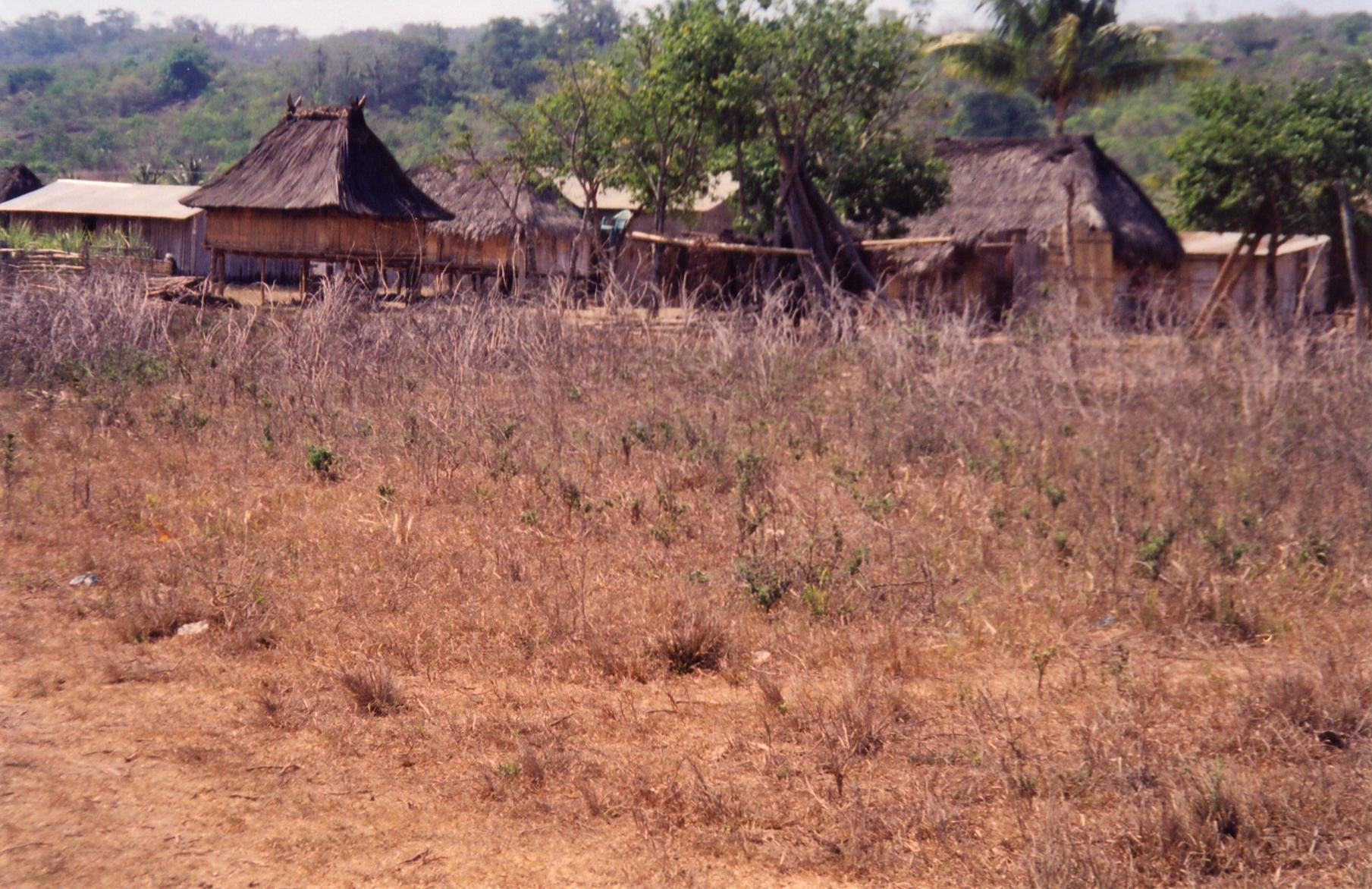
Ein Weiler in Mehara

Bereits seit 2000 sind der Strand von Valu und der dahinter liegende Wald ein Wildschutzgebiet. Am 27. Juli 2007 wurden 123.600 Hektar (68.000 Hektar Landfläche und 55.600 Hektar des Meeres) von der Regierung zum Nationalpark Nino Konis Santana erklärt, dem ersten Nationalpark des Landes. Die offizielle Einweihung fand am 4. August 2008 statt.
|                                      | Jan       | Feb       | Mär       | Apr         | Mai         | Jun         | Jul         | Aug         | Sep         | Okt         | Nov       | Dez       | Jahr   |
| ------------------------------------ | --------- | --------- | --------- | ----------- | ----------- | ----------- | ----------- | ----------- | ----------- | ----------- | --------- | --------- | ------ |
| Durchschnittliches Tagesmaximum [°C] | 30        | 30        | 31        | 32          | 32          | 32          | 32          | 33          | 33          | 32          | 31        | 31        | 33     |
| Durchschnittliches Tagesminimum [°C] | 23        | 23        | 23        | 24          | 24          | 24          | 24          | 24          | 24          | 24          | 24        | 24        | 23     |
| Durchschnittliche Regenmenge [mm]    | 511,8     | 446,5     | 336,3     | 210,8       | 238,3       | 175,1       | 182,9       | 160,3       | 170,3       | 186,5       | 324,7     | 413,6     | 3357,1 |
| Jahreszeit                           | Regenzeit | Regenzeit | Regenzeit | Trockenzeit | Trockenzeit | Trockenzeit | Trockenzeit | Trockenzeit | Trockenzeit | Trockenzeit | Regenzeit | Regenzeit |        |

## Einwohner und Wirtschaft

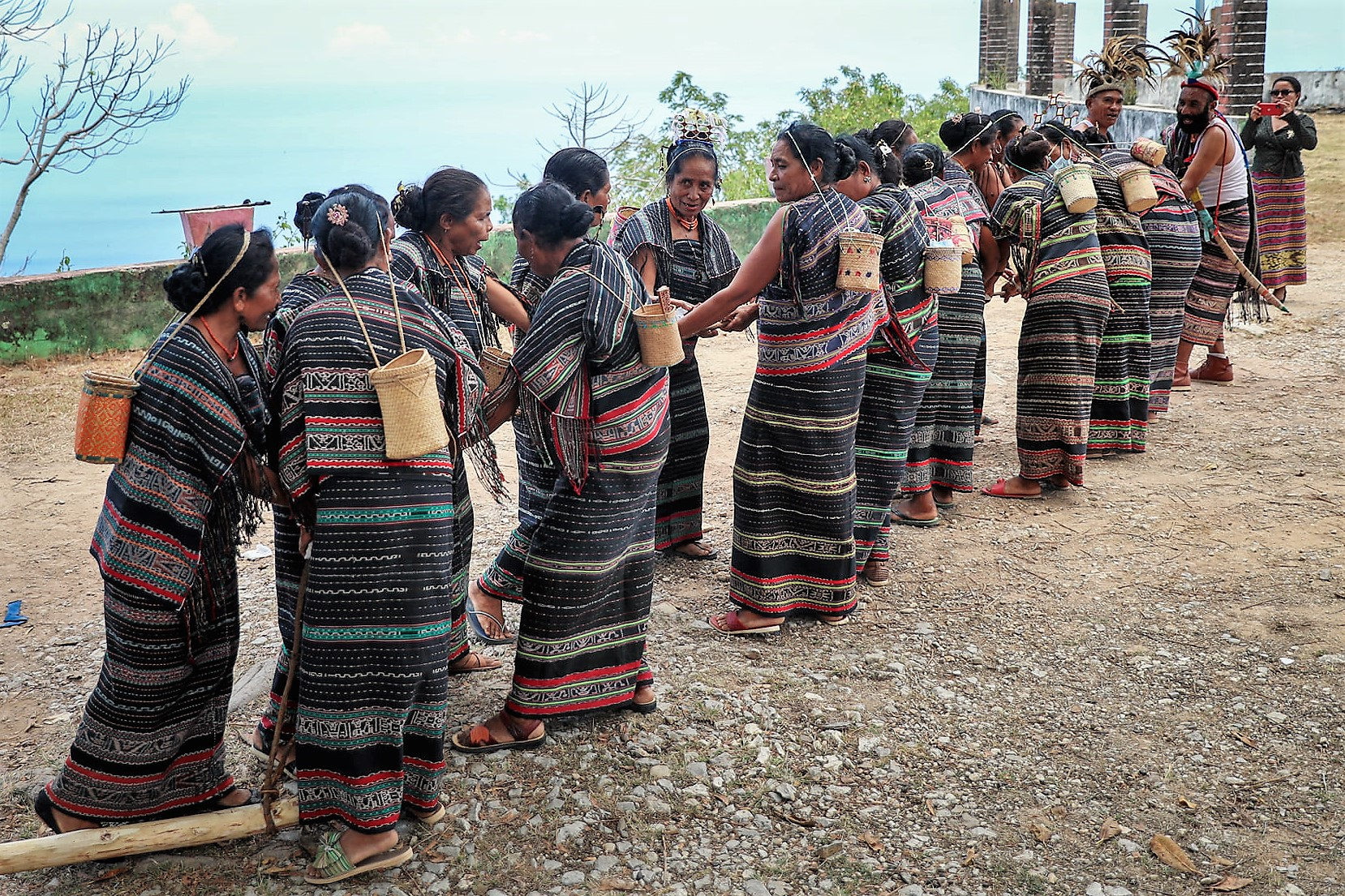
Tänzer in Tutuala in traditioneller Tracht

Tutuala hat 3.659 Einwohner (2022), davon sind 1.788 Männer und 1.871 Frauen. Im Verwaltungsamt gibt es 706 Haushalte. Die größte Sprachgruppe bilden die Sprecher der Nationalsprache Fataluku. Im Suco Mehara, westlich von Tutuala leben die letzten Sprecher der Nationalsprache Makuva, der einzigen in der Gemeinde heimischen malayo-polynesischen Sprache. Der Altersdurchschnitt beträgt 17,8 Jahre (2010, 2004: 17,4 Jahre).
17 % der Haushalte in Tutuala bauen Mais an, 17 % Maniok, 16 % Kokosnüsse, 14 % Gemüse, 11 % Reis und 2 % Kaffee.

## Geschichte

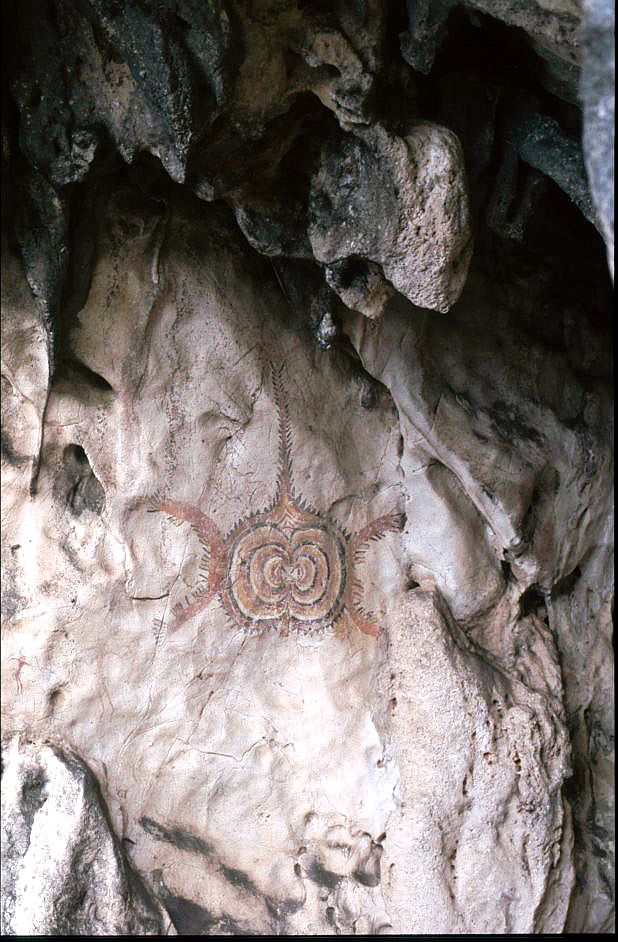
Bis zu 5.000 Jahre alte animistischen Zeichen in Ile Kére Kére

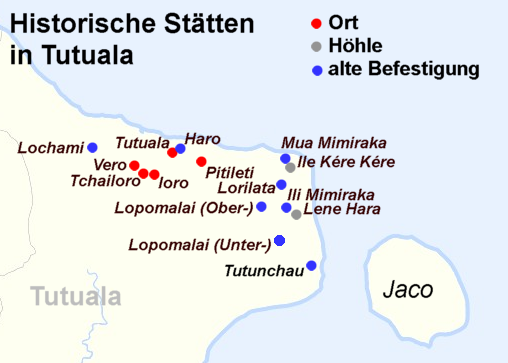
Historische Stätten um Tutuala

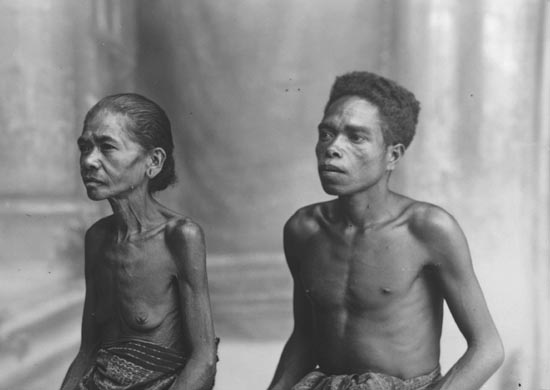
Mann und Frau der Lovaia-Epulo, Álbum Fontoura, vor 1940

Im Verwaltungsamt Tutuala gibt es über 30 Höhlen und Felsüberhänge, in denen Tausende von Bildern an die Wände gemalt wurden. So zum Beispiel Ile Kére Kére (Ili-kere-kere) und Lene Hara, in der Nähe vom Strand von Valu. Das genaue Alter der Zeichnungen wurde nie genau bestimmt, auch wenn es sicher beachtlich ist. Die Schätzungen für die Malereien in Ile Kére Kére gehen von 2.000 bis 6.000 Jahren aus. Eine Steingravur in der Höhle Lene Hara ist sogar 10.000 Jahre alt. Weitere Felsmalereien finden sich an den Steilküsten von Tutuala und Tunu Taraleu, in Lene Kici,  Lene Cécé und Vérulu.
In der Kalksteinhöhle Jerimalai, nah dem Ort Tutuala wurden 42.000 Jahre alte Relikte von Archäologen entdeckt. Dies sind die ältesten Spuren menschlicher Besiedlung auf den Kleinen Sundainseln überhaupt. Unter anderem fand man in Jerimalai einen etwa vier Zentimeter langen Angelhaken, der aus einer der Schale einer Meeresschnecke hergestellt wurde. Er wird auf ein Alter zwischen 16.000 und 23.000 Jahre geschätzt und ist damit der älteste bekannte Angelhaken der Welt.
Wie viele der Ethnien Timors hat auch jeder Clan der Fataluku (ratu) einen entsprechenden Gründungsmythos, der von der Einwanderung der Vorfahren nach Timor erzählt. Eine Besonderheit bilden der Kati ratu und der Tutuala ratu. Deren Sagen erzählen, dass sie von ihrer jetzigen Heimat stammen, was darauf hinweist, dass sie möglicherweise länger auf Timor sind, als andere Fataluku und von ihnen assimiliert wurden. Die Ältesten des Tutuala ratu werden traditionell „Herrn des Landes“ (mua ocawa) genannt. Ihnen fallen daher besondere Rechte und Pflichten bei Zeremonien zu. Allein im Suco Tutuala gibt es 24 verschiedene Ratus.
Im Verwaltungsamt Tutuala befinden sich Reste mehrerer Befestigungsanlagen (portugiesisch Tranqueira, fataluku: lata irinu), mit denen die Fataluku früher ihre Siedlungen schützten. So liegen im Flusstal des Veros im Norden die Bergfestung Mapulu und westlich des Unterlaufes auf dem Gebiet des Sucos Muapitine weitere ehemalige befestigte Wohnstätten, die alle bis ins frühe zwanzigste Jahrhundert bewohnt waren, aber nach wie vor wichtige Orte der Ahnenverehrung sind. Nahe dem Ort Tutuala liegen zum Beispiel die Tranqueiras von Hi Maka Loli, Cailoro Lata und Haro. Auf der Insel Jaco finden sich mindestens drei Stellen mit Überresten von alten Befestigungsanlagen.
1999 kam es auch in Tutuala zu Gewalt im Umfeld des Unabhängigkeitsreferendums in Osttimor 1999. Noch Jahre später konnte man im Ort die Ruinen zerstörter Gebäude sehen.

## Politik

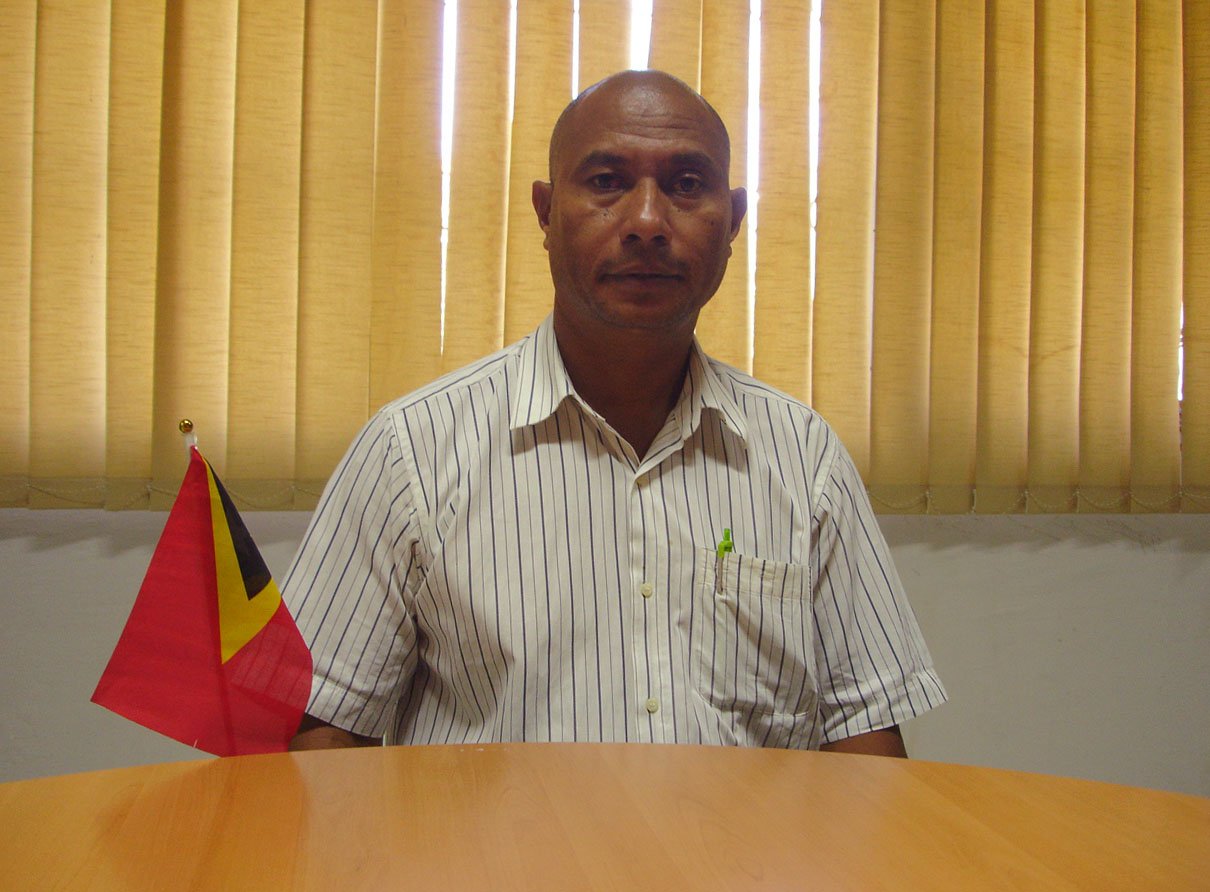
Administrator Carlito Pereira (2013)

Der Administrator des Verwaltungsamts wird von der Zentralregierung in Dili ernannt. 2015/2016 war dies Carlito Pereira. 2021 wurde Albino de Araújo zum Administrator ernannt.

## Kultur

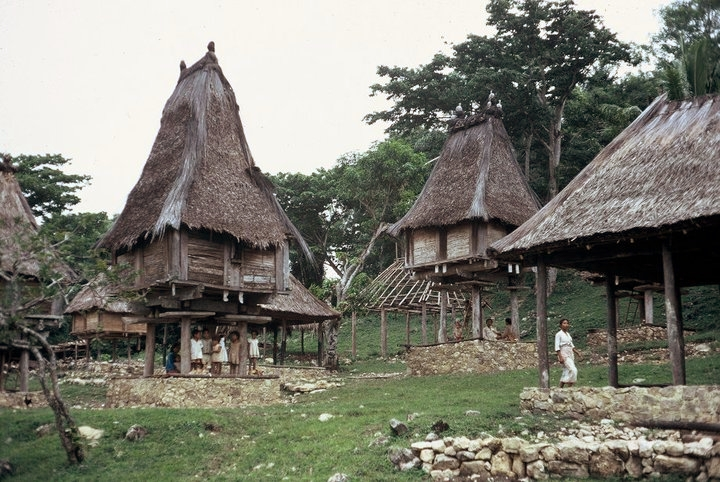
Lee-teinu in Ioro (1970)

Zweimal im Jahr findet am Strand von Valu, auf Jaco und weiteren Orten im Verwaltungsamt das Mechi der Fataluku statt, das Sammeln der Meci-Würmer (Eunice viridis). Im letzten Mondviertel vom Februar findet das kleinere Mechi kiik und bei Neumond im März das große Mechi boot statt. Neben Liedern auf Fataluku, werden bei den Feiern auch solche in der „Handelssprache“ gesungen. Dabei handelt es sich um Leti, der Sprache der indonesischen Leti-Inseln, die man segelnd innerhalb eines Tages erreichen kann. Traditionell gab es einen regen Handel zwischen Tutuala und den Leti-Inseln, unter anderem mit Batik-Sarongs. Seit der Unabhängigkeit Osttimors 2002 ist der Handel über die nationalen Grenzen zurückgegangen.
Noch 1970 konnte man zahlreiche heilige Häuser (Lee-teinu) im Suco Tutuala finden. Allerdings wurden sie größtenteils während der indonesischen Besatzung zerstört. Inzwischen sind die auffälligen Gebäude auf Stelzen und mit den steilen Dächern ein Nationalsymbol Osttimors und werden wieder neu aufgebaut.